# Charles Davies Sherborn

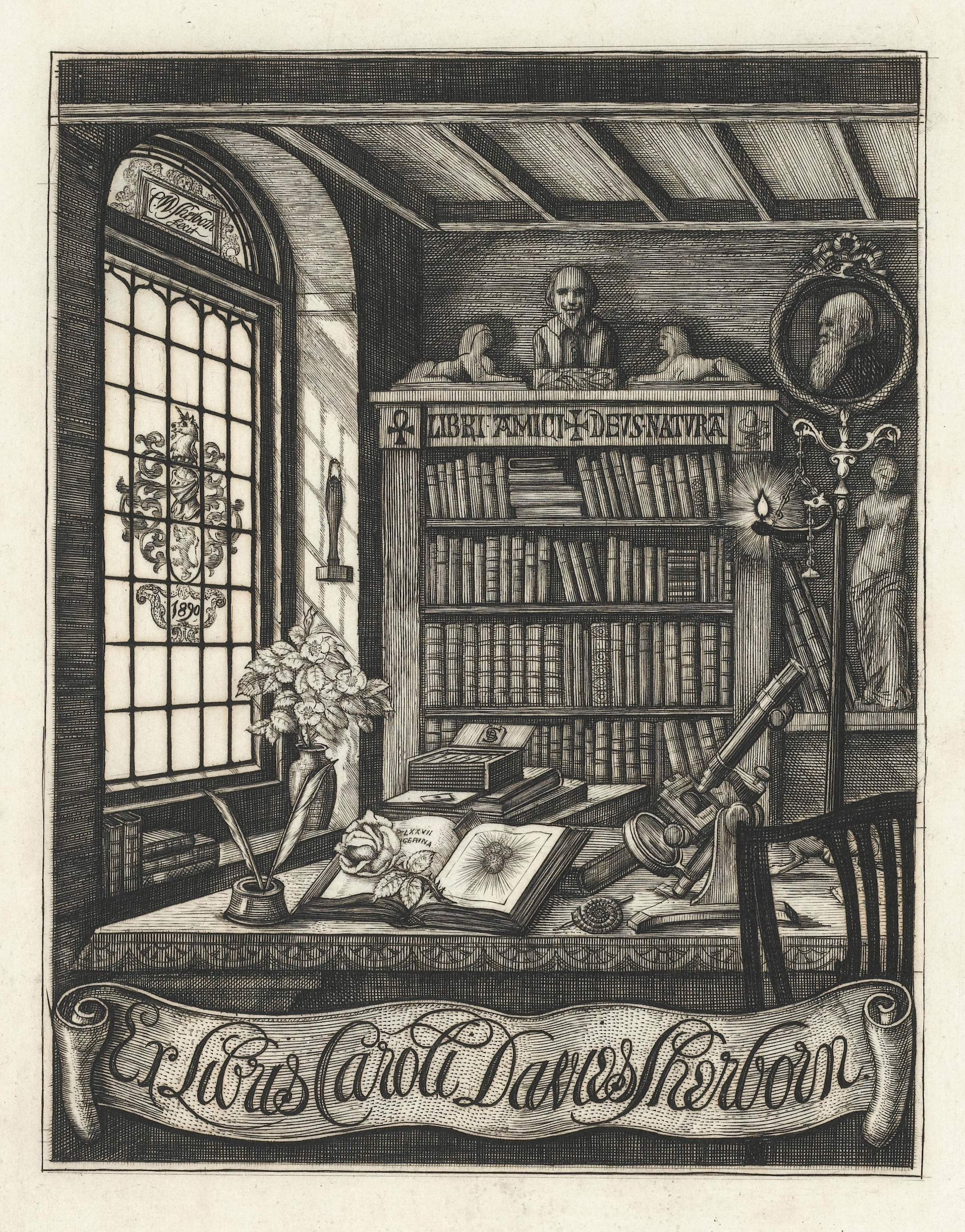
Sherborn's ex libris, gegraveerd door zijn vader.

Charles Davies Sherborn (30 juni 1861 - 22 juni 1942) was een Engelse bibliograaf, paleontoloog en geoloog. Zijn magnum opus was de compilatie van de Index Animalium, een elfdelig werk van 9.000 pagina's waarin de 444.000 namen werden gecatalogiseerd van elk levend en uitgestorven dier waarvan de naam tussen 1758 en 1850 was gepubliceerd. Dit werk wordt beschouwd als de bibliografische basis voor zoölogische nomenclatuur. Daarnaast schreef Sherborn bijna 200 boeken, artikelen en catalogi over een breed scala aan onderwerpen in de natuurlijke historie. Hij leverde belangrijke bijdragen aan de studie van microfossielen en was een van de oprichters en de eerste voorzitter van de Society for the Bibliography of Natural History. Als erkenning voor zijn inspanningen ontving hij een eredoctoraat van de Universiteit van Oxford.

## Levensloop
Sherborn was een afstammeling van de familie Sherborn die sinds de 17e eeuw eigenaar was van Fawns Manor in Bedfont (Londen). Tijdens onderzoek naar zijn familiegeschiedenis kwam hij in contact met zijn neef William Sherborn, die nog steeds in het bezit was van het landhuis, en bij de dood van William in 1912 (hetzelfde jaar als de dood van Charles William Sherborn) werd hij eigenaar van het landhuis, maar hij heeft er nooit zijn intrek genomen; hij gaf er de voorkeur aan in Fulham te blijven. Bij de dood van Charles Davies Sherborn in 1942 werd het landhuis geërfd door zijn neef Ronald Thorne Sherborn, vader van de natuurbeschermer Derek Sherborn.
Sherborn is nooit getrouwd; hoewel hij tien jaar verloofd was kwam hij tot de conclusie dat zijn bescheiden inkomen onvoldoende zou zijn om voor een vrouw en een gezin te zorgen.

## Paleontologie

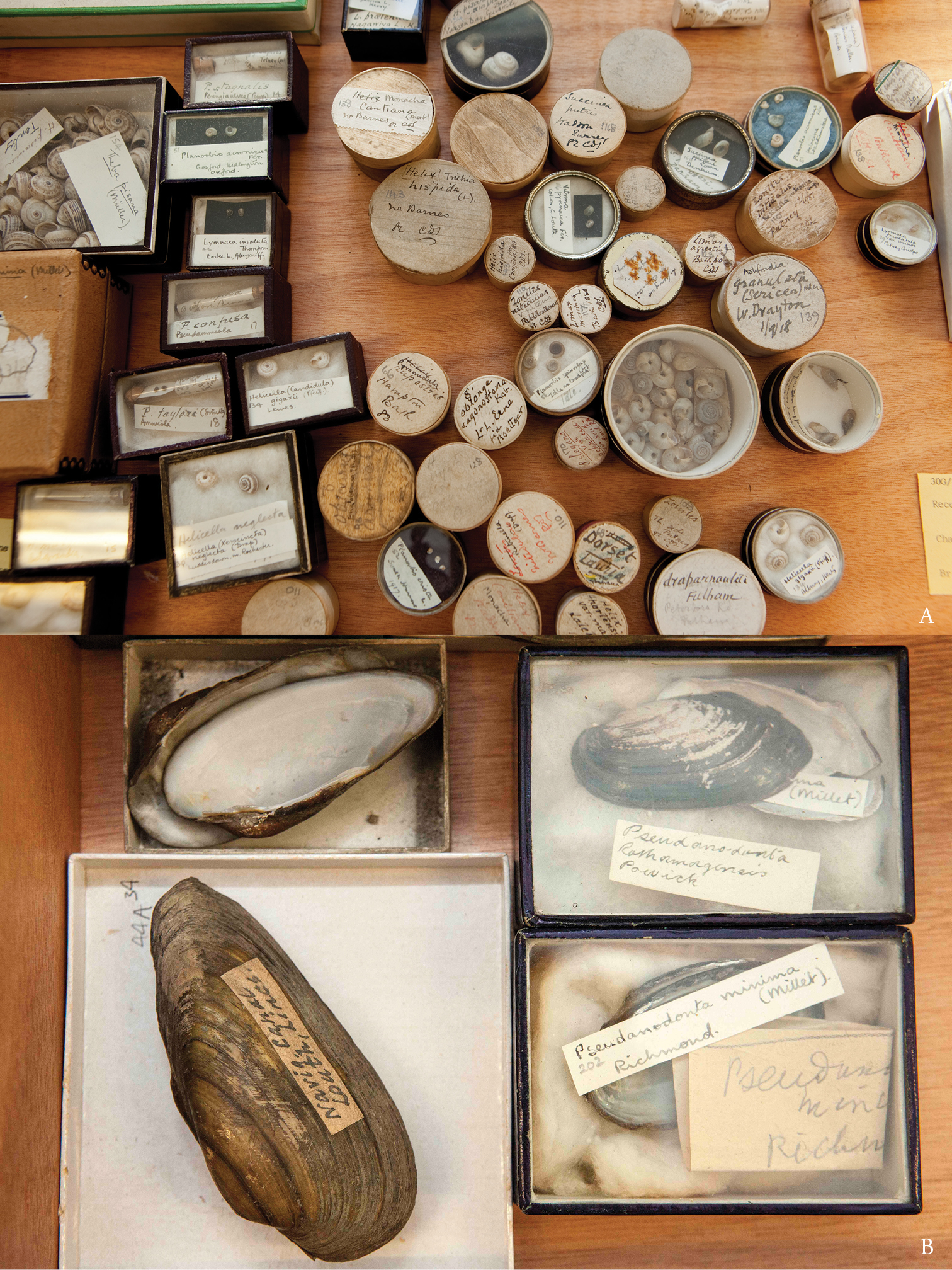
Een voorbeeld van de weekdierencollectie van Sherborn in het Natural History Museum

Sherborn ontwikkelde een hartstochtelijke interesse in geologie en paleontologie en in 1883 werd hij door de geoloog Thomas Rupert Jones gevraagd om te helpen bij het illustreren en voltooien van enkele artikelen die hij aan het schrijven was over fossiele foraminiferen. Jones zou een naaste collega en mentor voor Sherborn worden. Tussen 1883 en 1887 hadden ze drie artikelen gepubliceerd, waarbij Sherborn de illustraties leverde. Uitgedaagd door het grote aantal tijdschriften dat ze moesten raadplegen bij het voorbereiden van hun artikelen, begon Sherborn zijn eerste bibliografie samen te stellen, A Bibliography of the Foraminifera, gepubliceerd in 1888. Rond deze tijd werd hij ingehuurd door de afdeling Geologie van het Natural History Museum om fossielen schoon te maken en te prepareren. Zijn loon was gebaseerd op het aantal fossielen dat hij verwerkte. In deze nieuwe rol kreeg hij de kans om samen te werken met Arthur Smith Woodward, een expert op het gebied van fossiele vissen en een invloedrijke collega in de carrière van Sherborn.